# آرانكون
آرانكون (بالإسبانية: Arancón)‏ هي بلدية تقع في إسبانيا في مقاطعة سوريا.[بحاجة لمصدر] يقدر عدد سكانها بـ 99 نسمة ومساحتها 77.61 كم2 وترتفع عن سطح البحر 1,065 متر.